# ヘボン塾
ヘボン塾（ヘボンじゅく）は、アメリカの宣教師ジェームス・カーティス・ヘボンによって横浜居留地に開設された私塾。明治学院及びフェリス女学院の源流。

## 沿革
1859年4月24日に「サンチョ・パンサ号」でニューヨークを出帆したヘボン夫妻は、喜望峰回りで香港と上海と長崎に寄港した後、1859年10月17日夜半に神奈川湊に到着した。夫妻は、アメリカ・オランダ改革派のS・R・ブラウンと同じ神奈川宿の成仏寺に滞在し、1860年頃に妻クララが5人の少年を集めて私塾を開いた（米国長老教会の宣教師による日本での教育事業の開始）。
1862年、米国領事館を通じて神奈川奉行所から依頼され、大村益次郎、原田一道ら幕府の委託生9名を教えた。同年末、ヘボンは横浜居留地に完成した宣教師館（自ら設計）に住居を移転する。
1863年3月、一時帰国していた妻クララが戻り、同年秋に新しい生徒を募集して私塾を再開した。いわゆるヘボン塾である。クララが英語を教え、ヘボンは医学を教えた（主な生徒は、高橋是清、鈴木六三郎、林董、佐藤百太郎、沼間守一、服部綾雄、石本三十郎、益田孝、三宅秀ら）。
ヘボン塾は途中、夫妻の上海滞在（『和英語林集成』印刷のため）や一時帰国などにより中断されたが、1876年にジョン・クレイグ・バラに引き継がれるまで続けられた。
このヘボン塾がミッションスクールとして有名な明治学院やフェリス女学院の源流となった。明治学院は開学年を、ヘボン塾開校の年（1863年）に定めている。